# Северная Ферма
Северная Ферма — село в Вологодском районе Вологодской области.
Входит в состав Кубенского сельского поселения (с 1 января 2006 года по 8 апреля 2009 года входило в Вепревское сельское поселение), с точки зрения административно-территориального деления — в Вепревский сельсовет.
Расстояние до районного центра Вологды по автодороге — 70 км, до центра муниципального образования Кубенского по прямой — 34 км. Ближайшие населённые пункты — Середнее, Орешник, Образцово.
По переписи 2002 года население — 239 человек (112 мужчин, 127 женщин). Преобладающая национальность — русские (98 %).